# Ectropothecium dozyanum
Ectropothecium dozyanum là một loài Rêu trong họ Hypnaceae. Loài này được A. Jaeger mô tả khoa học đầu tiên năm 1880.